# Châtillon, Ormont-Dessous
Châtillon är en bergstopp i Schweiz. Den ligger i distriktet Aigle och kantonen Vaud, i den sydvästra delen av landet, 70 km söder om huvudstaden Bern. Toppen på Châtillon är 2 477 meter över havet.